# 초롱초등학교
초롱초등학교는 대한민국 경기도 파주시에 있는 공립 초등학교이다.

## 연혁
- 2021년 9월 1일: 개교